# José Félix de Lequerica Erquiza
José Félix de Lequerica Erquiza (Bilbao, 30 de gener de 1891 - Getxo 9 de juny de 1963) va ser un polític i diplomàtic espanyol, ministre d'Afers exteriors durant el primer franquisme.

## Biografia
Va néixer en 1891 en Bilbao en el si d'una família benestant, ben relacionada però sense arribar al nivell superior (el seu besavi havia estat alcalde de Bilbao). Això no va ser obstacle perquè Lequerica destaqués com un jove molt brillant en els estudis i arribés a fer estudis superiors. Es va llicenciar en Dret per la Universitat de Deusto i posteriorment es va doctorar en la Universitat Central de Madrid. Va ser becat per ampliar els seus estudis a Anglaterra, on va acudir a la London School of Economic and Political Science. La seva tesi doctoral va ser Jorge Sorel, el teorizador del socialismo revolucionario.

### Inicis en la carrera política
Es va iniciar en la política de la mà de Juan T. Gandarias i Durañona. Va estar vinculat al maurisme des dels seus inicis en l'activitat política. Va arribar a ser escollit Diputat a Corts amb l'edat mínima legal exigida, 25 anys. Va ser diputat pel districte d'Illescas entre 1916 i 1923, fins que les Corts van ser dissoltes per la proclamació de la dictadura de Primo de Rivera. En 1921 havia ocupat un càrrec de sotssecretari durant el gabinet de govern d'Antoni Maura.

### Durant la Dictadura de Primo de Rivera
Durant la dictadura de Primo de Rivera es va mantenir sense col·laborar amb el règim, al marge de la política, per fidelitat al seu mentor polític, Antoni Maura, que mantenia una postura oposada a la dictadura. Durant aquests anys va escriure articles dominicals a El Pueblo Vasco, en els quals mostrava una actitud crítica amb el govern, especialment amb els seus mètodes i llenguatge, encara que també reconeixia els seus assoliments positius. Va obtenir bastant popularitat per aquests articles, que van ser recollits en un 1928 en un volum titulat Soldados y políticos.
Lequerica va estar dedicat durant aquests anys principalment als negocis en diverses empreses : Vidrieras Españolas de Llodio, La Basconia, Banco Urquijo, etc..

### Segona República i Guerra Civil
Abans de l'arribada de la Segona República seguia vinculat als moviments monàrquics tradicionals, però amb l'arribada de la República es va produir el seu distanciament d'aquests. Els monàrquics lleials a Alfons XIII li van oferir dirigir el seu moviment quan el rei es trobava en encara a França, poc després d'exiliar-se, però per alguna raó Lequerica va declinar l'oferta. Enfrontat a la dreta tradicional catòlica i vetat per aquesta, va ser entaulant contacte amb els nous moviments nacional-sindicalistes que van sorgir aquests anys. Va ser col·laborador primerenc de Ramiro Ledesma Ramos, al que va ajudar en el finançament del setmanari «La Conquista del Estado» en 1931. Durant aquests anys des de la premsa conservadora basca i des de la revista de les JONS va mantenir una postura hostil i combativa amb el nacionalisme basc. En 1932 va ser detingut arran del fallit intent de cop d'estat de la Sanjurjada.
Quan va esclatar el cop d'estat que va donar lloc a la Guerra Civil, Lequerica es trobava en París. Va tornar a Espanya i va ingressar en Falange Española. Durant la guerra va ser nomenat per la Junta Tècnica de l'Estat que governava en territori franquista alcalde de Bilbao. Va ocupar aquest càrrec entre 1938 i 1939.

### Ambaixador a França
En 1939, va ser enviat a França com a ambaixador, ocupant després l'ambaixada en el règim de Vichy aliat de l'Alemanya nazi. Com a ambaixador va destacar per la persecució implacable a la que va sotmetre als exiliats de la guerra a Espanya. Va aconseguir que Max Aub fos deportat a Algèria, la presó per Federica Montseny a Dordonya i la detenció de Lluís Companys i altres dirigents republicans, lliurats a la dictadura franquista, com Julián Zugazagoitia, Francisco Cruz Salido o Joan Peiró que també serien afusellats. En 1943 va ser condecorat amb la Legió d'Honor pel Mariscal Philippe Pétain.

### Ministre d'exteriors
Quan a l'agost de 1944 va morir Francisco Gómez-Jordana Sousa, ministre d'Afers exteriors, Lequerica va accedir a la cartera que quedava vacant. Va exercir el càrrec durant una mica menys d'un any, fins a juliol de 1945, coincidint el seu càrrec aproximadament amb l'últim any de la Segona Guerra Mundial.
Des del seu càrrec va tractar de trencar la seva vinculació amb les potències que anaven a resultar derrotades en la guerra i amb les quals havia mantingut el règim franquista relacions més que amistoses. cal destacar com a exemple que, després de la Matança de Manila, en la qual es van veure afectats ciutadans espanyols, va lliurar al ministre plenipotenciari japonès a Madrid, Yakishiro Suma, una notificació de la ruptura de relacions entre tots dos països.
Se sap que un jove diplomàtic espanyol destinat a Budapest, Ángel Sanz-Briz, va remetre un document a l'agost de 1944, escrit per dos joves eslovacs que van aconseguir escapar del camp d'extermini d'Auschwitz-Birkenau, al recentment nomenat ministre d'Afers exteriors Lequerica.

### Representant a Washington
En 1945 va ser nomenat inspector general d'ambaixades, amb categoria d'ambaixador i residència a Washington. La seva missió va ser la de restablir relacions diplomàtiques amb els Estats Units i aconseguir així que el règim franquista fos reconegut per aquest país. Aquest primer objectiu va ser aconseguit en 1951, després de la qual cosa va ser nomenat ambaixador a Washington. Va presentar les seues credencials al President Truman el 17 de gener; aquest president ja l'havia rebutjat com a ambaixador l'any 1945, per la qual cosa el va rebre molt fredament. En el seu càrrec va desenvolupar una gran labor d'aproximació que va donar com a resultat la signatura de convenis bilaterals entre tots dos països en 1953.

### Procurador en Corts
L'agost de 1953 va deixar l'ambaixada a Washington i va ser nomenat procurador en les Corts, de les quals va arribar a ser vicepresident primer.

### Ambaixador davant les Nacions Unides
Després va ser el primer ambaixador permanent d'Espanya en les Nacions Unides (1955). Va ser membre de la Reial Acadèmia de Ciències Morals i Polítiques.